# 双沟镇 (亳州市)
双沟镇，是中华人民共和国安徽省亳州市谯城区下辖的一个乡镇级行政单位。

## 行政区划
双沟镇下辖以下地区：
双东社区、双西社区、三官社区、周大社区、贾庄村、任小庙村、吴寨村、王各村、邹李村、闫庄村、刘庄村、纪楼村、魏庄村、孙集村、柴楼村、孟大村、王庙村和贾集村。